# Rodolfo (álbum)
Rodolfo es el decimoquinto álbum de Fito Páez, lanzado el 29 de agosto del 2007, grabado en Estudios A y mezclado en Estudios Circo Beat, ambos en Buenos Aires. Las 12 canciones incluidas son originales compuestas y producidas íntegramente por Páez. El concepto del disco, en el que están ausentes todos los instrumentos excepto voz y piano, fue un proyecto largamente planeado por el músico y esperado por sus fanáticos.

## Músicos
- Piano y voz: Fito Páez

## Lista de canciones
1. Si es amor - 4:03
2. Sofi fue una nena de papá - 4:14
3. Vas conmigo - 2:19
4. Nocturno en sol - 2:58
5. El cuarto de al lado - 3:30
6. Cae la noche en Okinawa - 3:46
7. Siempre te voy a amar - 2:21
8. Mágica hermosura - 3:10
9. El verdadero amar - 5:55
10. Waltz for Marguie - 2:28
11. Gracias - 4:26
12. Zamba del cielo - 4:23